# Rodrigues (flygplats)
Rodrigues är en flygplats i Mauritius. Den ligger i den östra delen av landet, 600 km öster om huvudstaden Port Louis. Rodrigues ligger 28 meter över havet. Den ligger på ön Rodrigues.
Terrängen runt Rodrigues är platt åt nordväst, men åt nordost är den kuperad. Havet är nära Rodrigues åt sydväst.  Närmaste större samhälle är Port Mathurin, 10,1 km nordost om Rodrigues. 